# Dedebit Football Club
Il Dedebit Football Club è una società calcistica etiope con sede a Macallè. Milita nella Prima Lega, la massima divisione del campionato etiope di calcio.
Fondato nel 1997 ad Addis Abeba, al termine della stagione agonistica 2017-2018 ha cambiato sede, spostandosi a Macallè.
Il club gioca le gare casalinghe allo stadio dei Tigrè  di Macallè, impianto da 60 000 posti.

## Rosa
| N. |                      | Ruolo | Calciatore                |
| -- | -------------------- | ----- | ------------------------- |
|    | Sudafrica (bandiera) | P     | Jacob Mokhasi             |
|    | Etiopia (bandiera)   | P     | Tariku Getnet Alemu       |
|    | Etiopia (bandiera)   | P     | Jemal Tassew Bushra       |
|    | Ghana (bandiera)     | D     | Adamu Mohammed Mahama     |
|    | Etiopia (bandiera)   | D     | Aklilu Ayanaw Chekol      |
|    | Etiopia (bandiera)   | D     | Wendwossen Miklas Meshido |
|    | Etiopia (bandiera)   | D     | Biruk Teshome Amde        |
|    | Etiopia (bandiera)   | D     | Girum Siyoum Welde        |
|    | Etiopia (bandiera)   | D     | Mengistu Assefa Sendeku   |
|    | Etiopia (bandiera)   | D     | Robel Girma Tsega         |

| N. |                    | Ruolo | Calciatore              |
| -- | ------------------ | ----- | ----------------------- |
|    | Etiopia (bandiera) | D     | Siyoum Tesfaye Moges    |
|    | Etiopia (bandiera) | C     | Henok Esayas Yilik      |
|    | Etiopia (bandiera) | C     | Tadele Mengesha Mergia  |
|    | Etiopia (bandiera) | C     | Addis Hintsa Tekle      |
|    | Etiopia (bandiera) | C     | Minyahil Teshome Beyene |
|    | Etiopia (bandiera) | C     | Ephrem Zeru Nigusse     |
|    | Etiopia (bandiera) | A     | Sioud Nur Mohammed      |
|    | Etiopia (bandiera) | A     | Solomon Habtu Huluka    |
|    | Etiopia (bandiera) | A     | Temesgen Tekle Ageze    |
|    | Etiopia (bandiera) | A     | Dawit Fikadu Demissie   |

## Palmarès

### Competizioni nazionali
- Coppa d'Etiopia: 2

2009-2010, 2013-2014

### Altri piazzamenti
- Campionato etiope:

Secondo posto: 2009-2010, 2011-2012, 2014-2015, 2016-2017
Terzo posto: 2010-2011